# Arctornis melinau
Arctornis melinau är en fjärilsart som beskrevs av Holloway 1982. Arctornis melinau ingår i släktet Arctornis och familjen tofsspinnare. Inga underarter finns listade i Catalogue of Life.